# Masta Ace
Duval Clear, född 4 december 1966 i Brooklyn i New York och mer känd under artistnamnet Masta Ace, är en amerikansk rappare.
Han har bland annat givit ut studioalbumet A Long Hot Summer som fick genomslag under 2004.

## Diskografi
- 1990 – Take a Look Around
- 1993 – SlaughtaHouse (med Masta Ace Incorporated)
- 1995 – Sittin' on Chrome (med Masta Ace Incorporated)
- 2001 – Disposable Arts
- 2004 – A Long Hot Summer
- 2008 – The Show (med eMC)
- 2009 – Arts & Entertainment (med Edo G)
- 2012 – MA_DOOM: Son Of Yvonne
- 2016 – The Falling Season